# Pomnik Ofiarom Stanu Wojennego
Pomnik Ofiarom Stanu Wojennego – pomnik w Gdańsku na Targu Rakowym w formie leżącej postaci, ku pamięci Antoniego Browarczyka, pierwszej śmiertelnej ofiary stanu wojennego w Polsce. Autorem pomnika jest gdański rzeźbiarz Gennadij Jerszow. Inicjatorem powstania monumentu – prezes Stowarzyszenia Federacji Młodzieży Walczącej, fotoreporter Robert Kwiatek, a także zarząd regionu gdańskiego NSZZ „Solidarność”, Stowarzyszenie Kibiców Lechii Gdańsk „Lwy Północy” oraz kibic Lechii Gdańsk Zbigniew Wnuk.
Na pomniku znajduje się napis: „W tym miejscu 17 grudnia 1981 r. padł trafiony strzałem głowę Antoni Browarczyk. Ofiarom Stanu Wojennego. Gdańszczanie 2016”. Został odsłonięty 16 grudnia 2016, w 35. rocznicę wprowadzenia stanu wojennego w Polsce.